# Клифф-Пэлас
Клифф-Пэлас (англ. Cliff Palace, буквальный перевод — «скалистый дворец») — самый большой комплекс зданий, высеченный прямо в скалах на территории Северной Америки. Поселение создано в XI—XII веках и относится к культуре Анасази. Комплекс построен предками группы индейских племён пуэбло и находится в национальном парке Меса-Верде, где ранее обитали эти племена. Парк расположен в округе Монтезума в юго-западной части штата Колорадо на юго-западе США.

## История

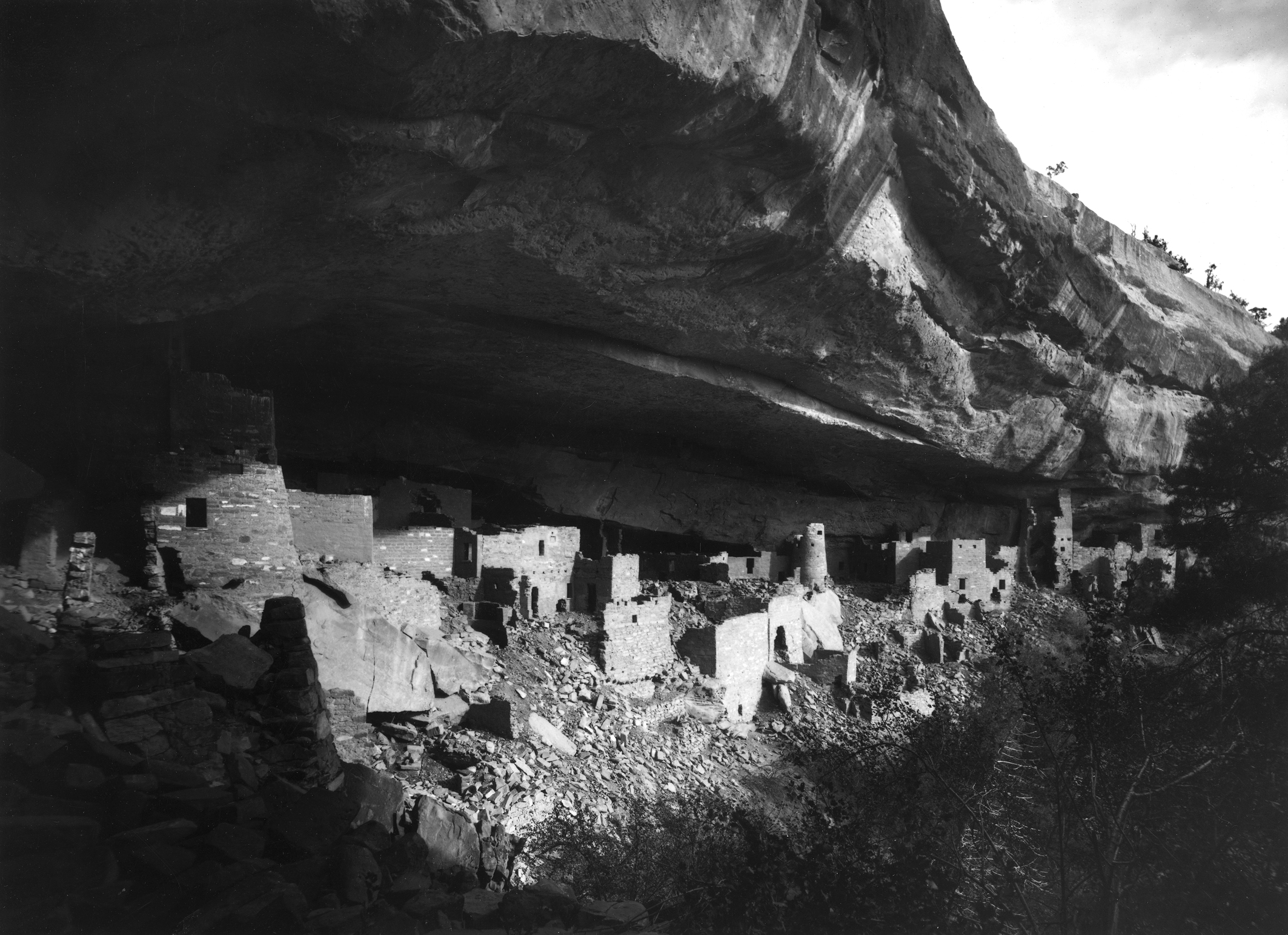
Фотография Клифф-Пэлас, сделанная в 1891 году

Поселение Клифф-Пэлас создано в скалистой породе в глубоком каньоне. Причём все здания находятся под своеобразной крышей, которой служит нависающий сверху огромный скалистый козырёк.
Анализ древесных колец показывают, что строительство и реконструкции Клифф-Пэлас велась непрерывно примерно с 1190 года по 1260 год. При этом большая часть зданий была построена в течение всего 20 лет. Позднее представители племени, которые построили поселение Клифф-Пэлас и подобные ему на близлежащих территориях в долине Меса Верде, покинули комплекс. Исследователи считают главной причиной стали изменение климата (в частности, засухи, продолжавшиеся многие годы) и набеги воинственных племён с севера. Примерно к 1300 году Клифф-Пэлас оказался полностью заброшен. Но не обнаружено свидетельств какого-либо несчастья (эпидемии, вражеского нападения). Судя по всему жители ушли быстро, но вполне организованно, забрав с собой всё ценное.
Основой пропитания жителей Клифф-Пэлас было выращивание злаков. Причём возделываемые поля находились гораздо выше на горном плато. И значит многим обитателям Клифф-Пэлас почти ежедневно приходилось преодолевать трудный путь наверх, а потом вновь спускаться в поселение.
Европейские колонисты впервые обнаружили и описали удивительный скалистый город в 1888 году. Честь его открытия принадлежит Ричарду Уэзериллу и Чарли Мэйсону. Причём это были не профессиональные учёные, а ковбои, искавшие потерявшийся домашний скот.

## Описание

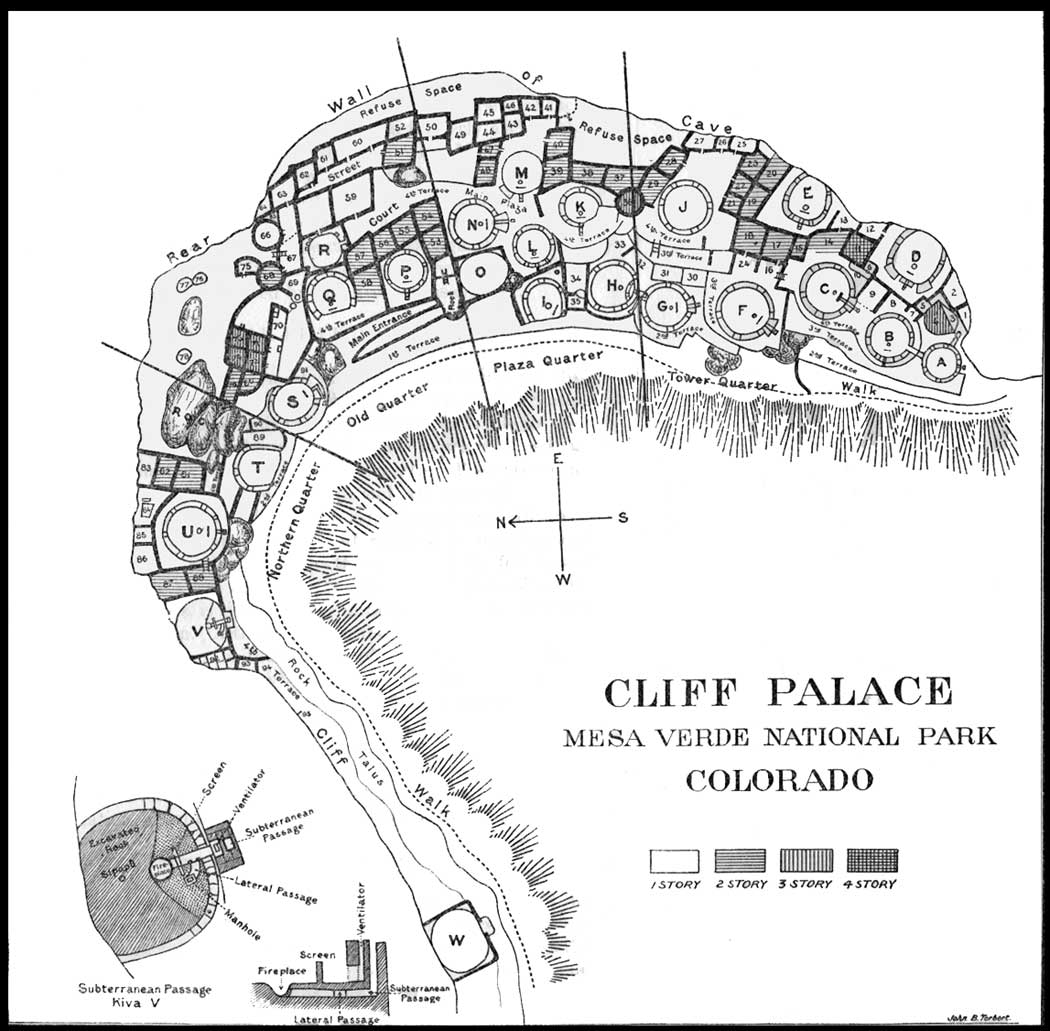
Схема комплекса Клифф-Пэлас

Сооружения комплекса Клифф-Пэлас в основном созданы из блоков песчаника. Перекрытия сделаны из деревянных балок. Также активно использовались камни, собранные на берегах протекающей внизу реки. Для прочности строители использовали связующие растворы и глину. Раствор делали из глинистых почв, золы и других компонентов смешанных в воде. Многие стены зданий были оштукатурены особыми цветными составами на основе глины. Но за несколько веков многие из украшений исчезли. Зато сохранились рисунки с орнаментами, которыми были украшены многие комнаты.
Всего в Клифф-Пэлас около 150 отельных помещений, в которых могли проживать примерно 100 человек. 
В комплексе имеется 23 церемониальных сооружения, называемых кива (круглые помещения ниже уровня земли. Такое количество наводит учёных на мысль, что Клифф-Пэлас был не просто поселением, а крупным религиозным центром культуры Анасази. Возможно здесь находилась своеобразная столица племенного протогосударства. 
В северной части комплекса привлекает внимание большая квадратная башня, которая почти достигает потолка каменного свода. В конце XIX века это сооружение лежало в руинах. Но сотрудники Службы национальных парков тщательно восстановили башню. Это самое высокое сооружение в Меса-Верде, его высота почти 8 метров. Внутри четыре уровня. Во время реставрации использовались материалы немного другого цвета, чем остатки оригинальной постройки, чтобы показать посетителям, что это восстановленная часть.
Многих посетителей удивляют низкие дверные проёмы в зданиях. Но это можно объяснить тем, что средний рост индейцев в ту эпоху был небольшим: мужчины не выше 168 см, а женщины — около 150 см.

## Современное состояние
Клифф-Пэлас — популярный туристический объект. Ежегодно посещают около 700 тысяч человек. 

## Галерея

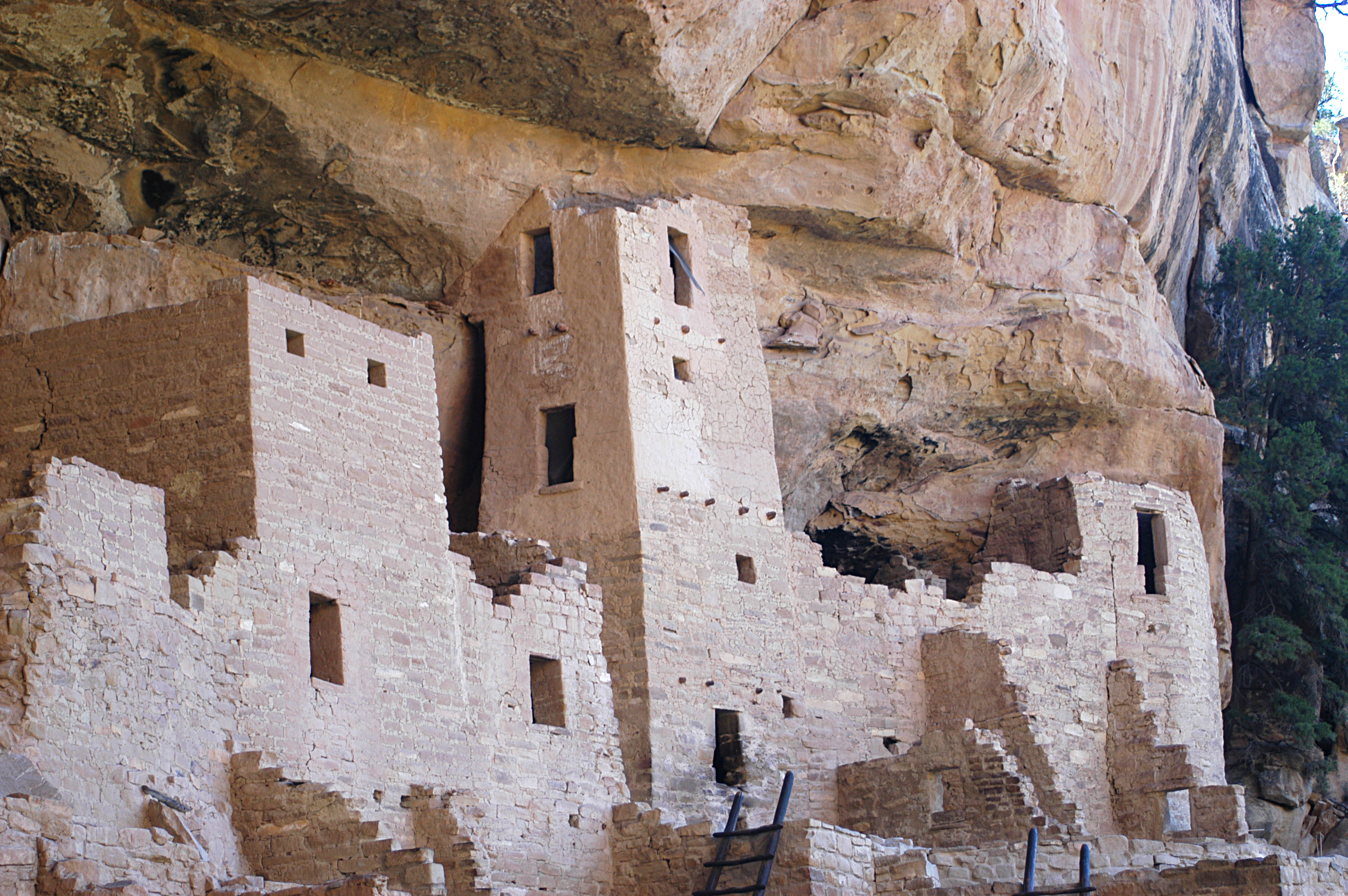
Здания внутри комплекса
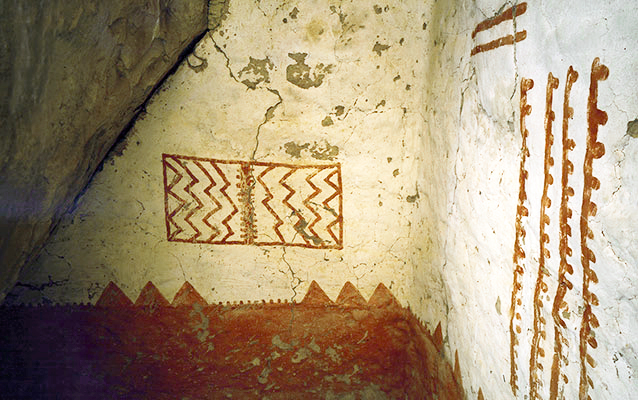
Рисунки с орнаментов внутри помещений
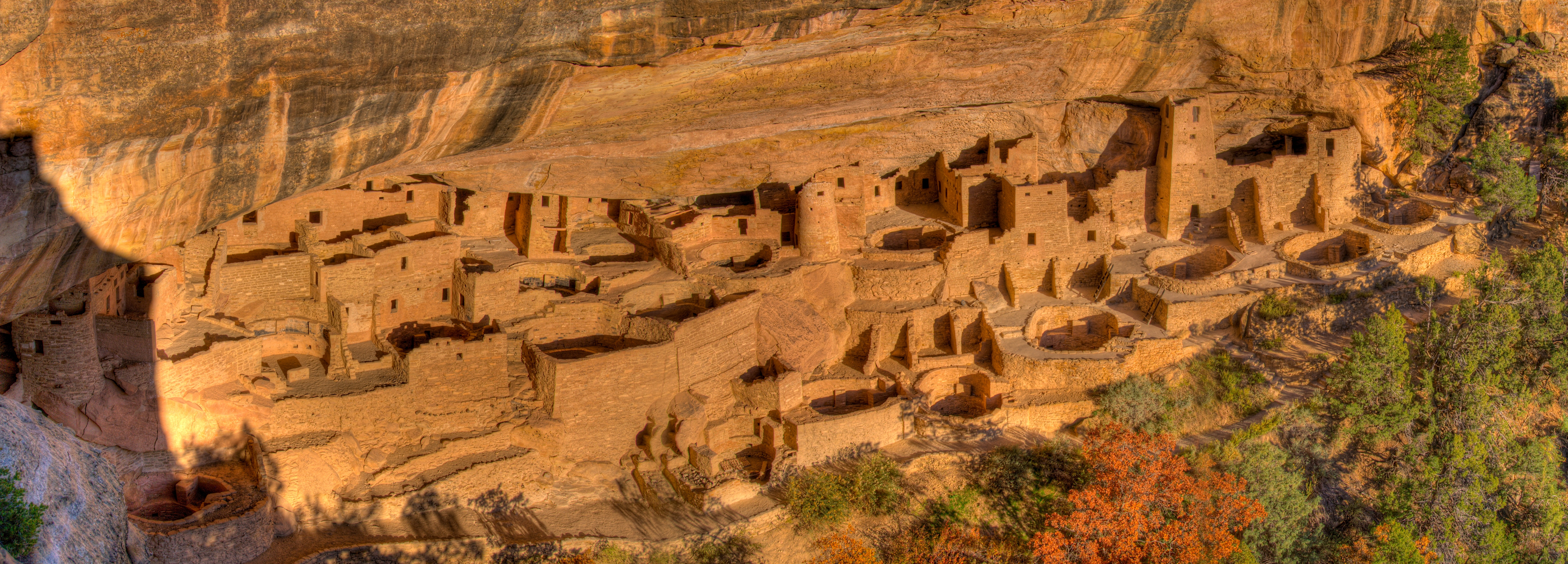
Вид комплекса в лучах утреннего солнца
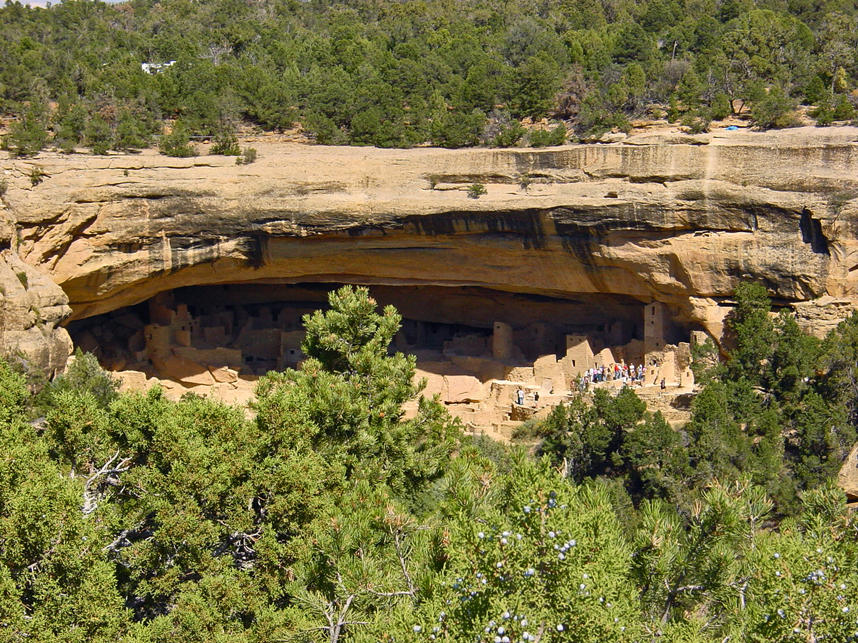
Панорама поселения с противоположного склона каньона
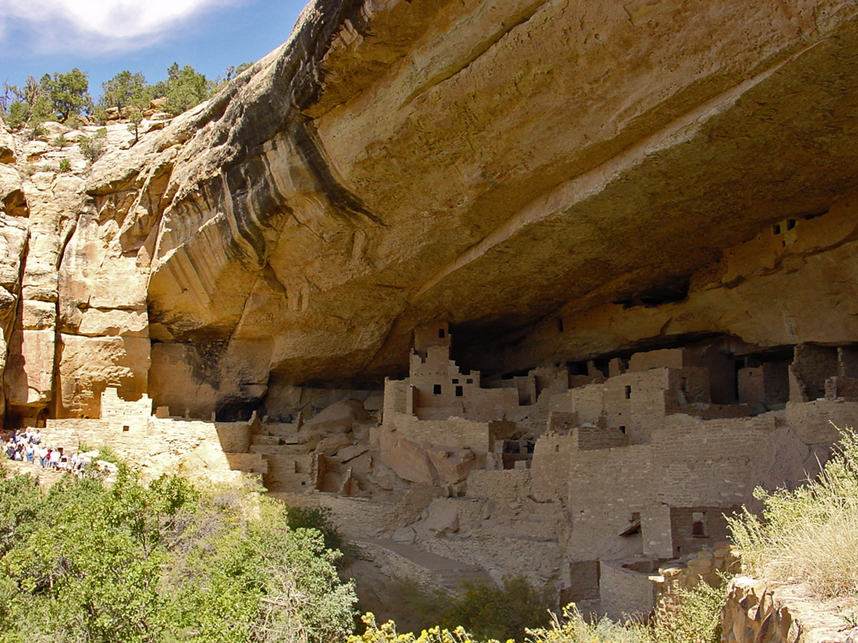
Вид Клифф-Пэлас с северной стороны